# 1325

## Esdeveniments
Països Catalans
- 15 de maig - Xirivella: a la seva alqueria de Xirivella, Ramon Muntaner comença a escriure la seva Crònica.[1]

Resta del món
- 7 de gener - Portugal: Alfons IV accedeix al tron.

## Naixements
- Japó: Príncep Nariyoshi, setzè shogun

## Necrològiques
- 16 de desembre, Nogent-le-Roi: Carles I de Valois, príncep de França, comte de Valois, comte d'Anjou i Maine, comte d'Alençon, Chartres i Perche.